# 오하묵
오하묵(吳夏默, 러시아어: О Хамук (Огай Христофор Николаевич), 1895년~몰년 미상)은 한국의 독립운동가이다. 1923년부터 1925년까지 레닌그라드 군사학교에서 공부하였다. 1925년부터 소련 적군의 연대장으로 근무하였다. 이후 행적은 알려지지 않았다.

## 참고 자료
- 김홍일, 『대륙의 분노 노병의 회상기』, 문조사, 1972. 114쪽
- 김승학 편저, 『한국독립사』, 1965, 422쪽
- 고려대 아세아문제연구소 발행, 『한국공산주의운동사』 자료편2, 1980
- 한국정신문화연구원, 『한국학자료총서5 한국독립운동사자료집 홍범도편』, 1995
- 독립기념관 독립운동사정보시스템, 回想記(俄領과 中領에서 進行되던 朝鮮民族解放運動), 최진일 회상담−
- 독립기념관 독립운동사정보시스템. 김재규, 이종학 등의 수기
- 국사편찬위원회, 『한국독립운동사 자료 34권 러시아편 I, 62. 한인혁명부대 혁명군사소비에트의 전권대표의 보고서』, 오홀라가 코민테른에 1921년 6월이후 보낸 보고서